# 殿試
殿试是古代中國科舉制度中最高一級的考試，由唐高宗首創于显庆四年（659年），但规模不大。后来武则天于天授元年（690年）“策贡士于洛成殿”，皇帝亲自监考就此成为惯例。殿试于宋开宝六年（973年）成为定例，虽然通常由皇帝親自在皇宮中主持，但有時皇帝會委派大臣主管殿試，不親自策問。這種形式傳至古朝鮮、越南，也由當地的君主或親自、或派大臣主持。通過殿試錄取的就是進士，其中第一名稱為狀元，第二名稱為榜眼，第三名稱為探花，三者并称为“三鼎甲”。

## 中國
宋太宗太平興國五年（980年）把錄取的進士分為甲、乙兩等，到太平興國八年又將進士分為三甲，後為三甲化五等。殿试第一、二等的称为“一甲”，赐“进士及第”，只取三人，即狀元、榜眼、探花，合称“三鼎甲”；第三等的称为“二甲”，赐“进士出身”；第四、五等的称为“三甲”，赐“同进士出身”，二甲與三甲的第一名都叫傳臚。清康熙年間，謹防作弊，大臣之子弟均置為三甲，即最末甲；一甲状元授官翰林院修撰，榜眼與探花則授官翰林院编修，二甲、三甲進士則分别授庶吉士、主事、知县等；至二十九日，状元率所有的进士上表谢恩。
宋仁宗時，曾發生一名通過省試但在殿試被黜落的考生憤而投奔西夏，那人就是後來成為西夏國相的張元；自此以後，殿試都只定名次，一般不會黜落考生，但清朝康熙和嘉慶年間曾在磨勘後黜落貢士，像清朝康熙六十年曾在殿試後進行磨勘並打破慣例黜落十五名貢士，而其中被黜落的張星徽就沒再繼續參與科舉。
儘管殿試一般不會黜落考生，但殿試仍有時會發生“三甲易人”的劇情，閱卷大臣將取錄名次進呈皇帝，皇帝以各種理由（如面貌醜陋、姓名不祥、字跡不佳）擅自變更一甲、二甲、三甲的名次：如唐朝的鍾馗（傳奇小說，非史实）、明朝的王敬止、張和即因貌醜被改為榜眼，正德年間舒芬也因為貌醜差點失去狀元資格。明成祖永樂二十二年殿試，原定狀元為孫曰恭；明成祖以「曰恭」二字併在一起為「暴」字，不吉；點另一貢士邢寬為狀元，取意「刑寬」。嘉靖廿三年甲辰殿試，明世宗則以貢士吳情諧音為「無情」，發榜時，將他由原定之狀元貶為探花。
清朝乾隆以前，并无举行殿试的固定宫殿。自乾隆五十四年，始将殿试场所定为紫禁城中的保和殿；殿试後，在太和殿舉行揭曉儀式。因殿试发榜用黄纸，故稱金榜，又分大小金榜，故考中进士者称“金榜题名”。《明史‧卷七十‧選舉志二》：「三年大比，以諸生試之直省，曰鄉試。中式者為舉人。次年，以舉人試之京師，曰會試。中式者，天子親策於廷，曰廷試，亦曰殿試。」

## 越南
阮朝明命年間開進士科，俗稱殿試為庭試。

## 註解
1. ↑  王栐.  . 维基文库. 舊制，殿試皆有黜落，臨時取旨，或三人取一，或二人取一，或三人取二，故有累經省試取中，屢擯棄於殿試者。故張元以積忿降元昊，大為中國之患，朝廷始囚其家屬，未幾複縱之。於是群臣建議，歸咎於殿試黜落。嘉祐二年三月辛巳，詔進士與殿試者皆不黜落。迄今不改。是一叛逆之賊子，為天下後世士子無窮之利也。
2. ↑  《皇明泳化类编》
3. ↑  傅增湘.  . 维基文库 （中文）.
4. ↑  高明《琵琶記·伯喈牛宅結親》：“這姻緣不俗，金榜題名，洞房花燭。”

## 外部連結
[在维基数据编辑]
 《欽定古今圖書集成·經濟彙編·選舉典·殿試部》，出自陈梦雷《古今圖書集成》